# Leghe (unitate de măsură)
O leghe este o unitate de măsură a lungimii sau a suprafeței. Ea a fost folosită în trecut în Europa și America latină, dar, în prezent nu mai este o unitate oficială în nicio țară.  În cele mai multe cazuri, o leghe reprezintă distanța pe care o persoană o poate parcurge mergând, într-o oră. Ea are diferite valori în funcție de țară, variind între 3 și 6 km, cea mai folosită fiind valoarea britanică de 5,55955 km.